# Hysteropterum sierrae
Hysteropterum sierrae är en insektsart som beskrevs av Fowler 1904. Hysteropterum sierrae ingår i släktet Hysteropterum och familjen sköldstritar. Inga underarter finns listade i Catalogue of Life.